# Wanasari (Lelea)
Wanasari is een bestuurslaag in het regentschap Indramayu van de provincie West-Java, Indonesië. Wanasari telt 3944 inwoners (volkstelling 2010).